# IFA Premiership (2008/2009)
IFA Premiership 2008/2009 (ze względów sponsorskich zwana JJB Sports Premiership) – 108. edycja najwyższej klasy rozgrywkowej piłki nożnej w Irlandii Północnej.
Był to pierwszy sezon w nowo zrestrukturyzowanej lidze IFA Premiership.
Rozpoczęcie ligi zaplanowano na 9 sierpnia 2008, zostało opóźnione o tydzień z powodu strajku sędziów.
Brało w niej udział 12 drużyn, które w okresie od 16 sierpnia 2008 do 2 maja 2009 rozegrały 38 kolejek meczów.
Sezon zakończył baraż o miejsce w przyszłym sezonie w IFA Premiership.
Obrońcą tytułu była drużyna Linfield.
Mistrzostwo po raz dwudziesty trzeci w historii zdobyła drużyna Glentoran.

## Format rozgrywek
W lidze udział bierze 12 drużyn, walczących o tytuł mistrza Irlandii Północnej w piłce nożnej.
Rozgrywki składają się z dwóch faz. Każda z drużyn rozgrywa w pierwszej fazie po 3 mecze ze wszystkimi przeciwnikami (razem 33 spotkań).
Następnie zespoły podzielone na 2 grupy po 6 uczestników zgodnie z kolejnością w tabeli po 33. kolejce rozgrywają ze sobą po 1 spotkaniu.
Mistrz kraju otrzymuje prawo gry w II rundzie kwalifikacyjnej Ligi Mistrzów UEFA.
Wicemistrz i 3. drużyna zapewniają sobie miejsce w I rundzie kwalifikacyjnej Ligi Europy UEFA,
Czwarte miejsce w pucharach przypada zdobywcy Pucharu Irlandii Północnej.
W przypadku, gdy mistrz kraju zdobywa także puchar, miejsce przejmuje finalista pucharu, a jeśli i on ma zapewniony udział czwarta drużyna ligi.
Zdobywca pucharu lub wicemistrz rozpoczynają grę w Lidze Europy od II rundy kwalifikacyjnej.
Ostatnia, 12. drużyna tabeli, spada bezpośrednio do IFA Championship 1. Przedostatnia rozgrywa baraż z wicemistrzem IFA Championship 1.

## Drużyny
| Uczestnicy poprzedniej edycji | Uczestnicy poprzedniej edycji | Uczestnicy poprzedniej edycji | Uczestnicy poprzedniej edycji |
| --- | ----------------------------- | ----------------------------- | ----------------------------- |
| LIN | Linfield F.C.                 | Belfast                       | 1                             |
| GLB | Glentoran F.C.                | Belfast                       | 2                             |
| CLI | Cliftonville F.C.             | Belfast                       | 3                             |
| LDI | Lisburn Distillery F.C.       | Lisburn                       | 4                             |
| BAL | Ballymena United F.C.         | Ballymena                     | 6                             |
| CRS | Crusaders F.C.                | Belfast                       | 7                             |
| NCI | Newry City F.C.               | Newry                         | 8                             |
| COL | Coleraine F.C.                | Coleraine                     | 9                             |
| DSW | Dungannon Swifts F.C.         | Dungannon                     | 10                            |
| GLL | Glenavon F.C.                 | Lurgan                        | 12                            |
| INS | Institute F.C.                | Drumahoe                      | 14                            |
| Awans z Irish First Division |                               |                               |                               |
| BGR | Bangor F.C.                   | Bangor                        | 4                             |
| Oznaczenia: - kolumna pierwsza – skróty nazw drużyn, - kolumna trzecia – siedziba klubu, - kolumna czwarta – miejsce zajęte w poprzednim sezonie. |                               |                               |                               |

## Faza zasadnicza

### Tabela
| Lp. | Drużyna            | M  | Z  | R  | P  | B+ | B- | +/– | Pkt | Kwalifikacja      |
| --- | ------------------ | -- | -- | -- | -- | -- | -- | --- | --- | ----------------- |
| 1   | Glentoran          | 33 | 21 | 7  | 5  | 53 | 30 | +23 | 70  | grupa mistrzowska |
| 2   | Linfield           | 33 | 21 | 6  | 6  | 57 | 24 | +33 | 69  | grupa mistrzowska |
| 3   | Crusaders          | 33 | 15 | 12 | 6  | 61 | 38 | +23 | 57  | grupa mistrzowska |
| 4   | Lisburn Distillery | 33 | 15 | 8  | 10 | 48 | 33 | +15 | 53  | grupa mistrzowska |
| 5   | Coleraine          | 33 | 14 | 5  | 14 | 43 | 46 | −3  | 47  | grupa mistrzowska |
| 6   | Cliftonville       | 33 | 12 | 10 | 11 | 48 | 42 | +6  | 46  | grupa mistrzowska |
| 7   | Institute          | 33 | 11 | 8  | 14 | 40 | 50 | −10 | 41  | grupa spadkowa    |
| 8   | Ballymena United   | 33 | 10 | 7  | 16 | 33 | 46 | −13 | 37  | grupa spadkowa    |
| 9   | Bangor             | 33 | 9  | 7  | 17 | 38 | 56 | −18 | 34  | grupa spadkowa    |
| 10  | Glenavon           | 33 | 9  | 6  | 18 | 41 | 57 | −16 | 33  | grupa spadkowa    |
| 11  | Newry City         | 33 | 7  | 10 | 16 | 34 | 52 | −18 | 31  | grupa spadkowa    |
| 12  | Dungannon Swifts   | 33 | 6  | 10 | 17 | 39 | 61 | −22 | 28  | grupa spadkowa    |

### Wyniki
| Gospodarz \ Gość   | BYM | BGR | CLI | COL | CRU | DUN | GLA | GLT | INS | LIN | LIS | NEW | BYM | BGR | CLI | COL | CRU | DUN | GLA | GLT | INS | LIN | LIS | NEW |
| ------------------ | --- | --- | --- | --- | --- | --- | --- | --- | --- | --- | --- | --- | --- | --- | --- | --- | --- | --- | --- | --- | --- | --- | --- | --- |
| Ballymena United   |     | 1–2 | 1–5 | 2–0 | 1–0 | 0–3 | 0–3 | 1–1 | 0–1 | 2–0 | 1–2 | 2–3 |     | 2–0 | 1–3 |     |     | 1–2 | 1–2 |     |     | 0–3 | 1–0 |     |
| Bangor             | 0–3 |     | 1–1 | 4–0 | 0–5 | 3–1 | 1–2 | 1–2 | 3–2 | 0–5 | 1–0 | 1–1 |     |     |     |     | 1–4 |     |     |     | 2–2 | 0–1 | 0–0 | 4–2 |
| Cliftonville       | 0–0 | 3–2 |     | 3–0 | 1–1 | 2–2 | 4–0 | 0–2 | 1–1 | 0–4 | 0–0 | 0–0 |     | 2–1 |     |     |     | 1–1 | 2–1 | 1–3 |     | 1–2 | 3–1 |     |
| Coleraine          | 1–1 | 3–1 | 2–2 |     | 2–5 | 1–0 | 3–2 | 1–2 | 2–1 | 1–4 | 1–1 | 1–0 | 0–1 | 3–1 | 0–0 |     |     | 2–1 | 2–1 |     |     |     |     |     |
| Crusaders          | 2–0 | 0–0 | 3–1 | 2–1 |     | 3–3 | 2–0 | 3–0 | 1–0 | 2–3 | 0–1 | 2–1 | 0–0 |     | 4–2 | 2–1 |     | 2–2 | 2–2 |     |     |     |     |     |
| Dungannon Swifts   | 2–1 | 0–2 | 0–3 | 0–1 | 3–6 |     | 1–0 | 1–2 | 1–1 | 1–1 | 0–1 | 2–2 |     | 3–2 |     |     |     |     | 1–1 | 0–2 |     | 0–1 | 1–4 | 1–2 |
| Glenavon           | 1–3 | 0–1 | 1–0 | 0–0 | 1–1 | 2–2 |     | 1–2 | 0–1 | 1–0 | 2–2 | 1–2 |     | 2–3 |     |     |     |     |     |     | 1–3 | 1–4 | 1–0 | 2–0 |
| Glentoran          | 4–1 | 1–0 | 2–1 | 2–1 | 1–1 | 1–1 | 2–1 |     | 1–0 | 2–0 | 0–0 | 2–1 | 1–2 | 3–1 |     | 1–3 | 1–1 |     | 2–0 |     | 4–2 |     |     |     |
| Institute          | 1–1 | 1–0 | 0–1 | 2–1 | 1–1 | 2–0 | 2–1 | 0–2 |     | 1–2 | 0–2 | 4–2 | 0–0 |     | 0–2 | 1–0 | 2–2 | 3–0 |     |     |     |     |     |     |
| Linfield           | 1–0 | 0–0 | 2–1 | 1–0 | 1–0 | 3–1 | 2–4 | 3–0 | 7–0 |     | 0–2 | 1–0 |     |     |     | 0–1 | 0–0 |     |     | 1–0 | 1–0 |     |     | 1–1 |
| Lisburn Distillery | 1–0 | 1–0 | 3–1 | 1–2 | 1–2 | 0–1 | 6–2 | 1–1 | 5–2 | 1–2 |     | 1–1 |     |     |     | 2–0 | 2–0 |     |     | 0–3 | 1–2 | 0–0 |     | 3–1 |
| Newry City         | 2–2 | 0–0 | 1–0 | 0–3 | 3–1 | 3–2 | 0–2 | 0–0 | 1–1 | 1–1 | 2–3 |     | 0–1 |     | 0–1 | 0–4 | 0–1 |     |     | 0–1 | 2–1 |     |     |     |

## Faza finałowa
| Section A |                         |    |    |    |    |    |    |     |    |                                              |  |     |     |     |     |  |     |     |     |     |     |     |     |
| 1         | Glentoran (M)           | 38 | 24 | 9  | 5  | 63 | 36 | +27 | 81 | Liga Mistrzów UEFA • II runda kwalifikacyjna |  |     | 1–1 |     | 3–3 |  | 3–1 |     |     |     |     |     |     |
| 2         | Linfield                | 38 | 24 | 8  | 6  | 69 | 28 | +41 | 80 | Liga Europy UEFA • I runda kwalifikacyjna    |  |     |     |     | 2–0 |  | 2–2 |     |     |     |     |     |     |
| 3         | Crusaders (P)           | 38 | 16 | 14 | 8  | 63 | 45 | +18 | 62 | Liga Europy UEFA • II runda kwalifikacyjna   |  | 0–1 | 0–5 |     | 1–1 |  |     |     |     |     |     |     |     |
| 4         | Lisburn Distillery      | 38 | 15 | 11 | 12 | 53 | 41 | +12 | 56 | Liga Europy UEFA • I runda kwalifikacyjna    |  |     |     |     |     |  | 1–1 |     |     |     |     |     |     |
| 5         | Coleraine               | 38 | 15 | 6  | 17 | 46 | 51 | −5  | 51 |                                              |  | 1–2 | 1–2 | 0–1 | 1–0 |  |     |     |     |     |     |     |     |
| 6         | Cliftonville            | 38 | 12 | 14 | 12 | 52 | 48 | +4  | 50 |                                              |  |     | 0–0 |     | 0–0 |  |     |     |     |     |     |     |     |
| Section B |                         |    |    |    |    |    |    |     |    |                                              |  |     |     |     |     |  |     |     |     |     |     |     |     |
| 7         | Institute               | 38 | 13 | 9  | 16 | 47 | 55 | −8  | 48 |                                              |  |     |     |     |     |  |     |     | 1–3 | 1–1 |     | 4–0 |     |
| 8         | Newry City              | 38 | 11 | 11 | 16 | 47 | 57 | −10 | 44 |                                              |  |     |     |     |     |  | 2–1 |     |     |     | 2–1 | 2–2 |     |
| 9         | Glenavon                | 38 | 11 | 8  | 19 | 49 | 63 | −14 | 41 |                                              |  |     |     |     |     |  |     |     |     | 2–1 |     | 3–1 |     |
| 10        | Ballymena United        | 38 | 11 | 8  | 19 | 39 | 57 | −18 | 41 |                                              |  |     |     |     |     |  | 1–0 | 0–4 |     |     |     |     |     |
| 11        | Bangor (S)              | 38 | 9  | 9  | 20 | 42 | 67 | −25 | 36 | Spadek do IFA Championship 1                 |  |     |     |     |     |  |     |     |     | 1–1 | 1–1 |     | 1–3 |
| 12        | Dungannon Swifts (B, O) | 38 | 8  | 11 | 19 | 49 | 71 | −22 | 35 | Baraż o IFA Premiership                      |  |     |     |     |     |  |     | 0–1 |     |     | 4–3 |     |     |

1. 1 2  Bangor(inne języki) wycofał się z programu licencjonowania klubów na sezon 2009/10[7] i został bezpośrednio zdegradowany, ostatni zespół ligi Dungannon Swifts zajął miejsce w barażu o awans/spadek[8].

## Baraż o IFA Premiership
Dungannon Swifts wygrał dzięki bramkom na wyjeździe dwumecz z Donegal Celtic o miejsce w IFA Premiership na sezon 2009/2010.
| 5 maja 2009 | Donegal Celtic                      | 2:1   | Dungannon Swifts  |                              |
| 19:45       | Daniel Lyons 8' · Paul McDonald 87' | (1:0) | 50' Timmy Adamson | Donegal Celtic Park, Belfast |

| 8 maja 2009 | Dungannon Swifts  | 1:0   | Donegal Celtic |                           |
| 19:45       | Timmy Adamson 29' | (1:0) |                | Stangmore Park, Dungannon |

## Najlepsi strzelcy
| Bramki | Strzelcy       | Drużyna            |
| ------ | -------------- | ------------------ |
| 19     | Curtis Allen   | Lisburn Distillery |
| 17     | Mark Dickson   | Crusaders          |
| 17     | Chris Scannell | Cliftonville       |
| 15     | Timmy Adamson  | Dungannon Swifts   |
| 15     | Glenn Ferguson | Linfield           |
| 14     | Gary Hamilton  | Glentoran          |
| 13     | Paul Munster   | Linfield           |
| 13     | Jordan Owens   | Crusaders          |
| 12     | Paul Brown     | Institute          |
| 12     | Richard Clarke | Newry City         |
| 12     | Chris Morgan   | Newry City         |
| 11     | Tony Grant     | Glenavon           |
| 11     | David Rainey   | Crusaders          |
| 11     | Martin Verner  | Bangor             |

Źródło:

## Stadiony
| Ballymena United |
| ---------------- |
| The Showgrounds  |
|                  |

| Bangor          |
| --------------- |
| Clandeboye Park |
|                 |

| Cliftonville |
| ------------ |
| Solitude     |
|              |

| Coleraine       |
| --------------- |
| The Showgrounds |
|                 |

| Crusaders |
| --------- |
| Seaview   |
|           |

| Dungannon Swifts |
| ---------------- |
| Stangmore Park   |
|                  |

| Glenavon        |
| --------------- |
| Mourneview Park |
|                 |

| Glentoran |
| --------- |
| The Oval  |
|           |

| Institute    |
| ------------ |
| YMCA Grounds |
|              |

| Linfield     |
| ------------ |
| Windsor Park |
|              |

| Lisburn Distillery    |
| --------------------- |
| New Grosvenor Stadium |
|                       |

| Newry City      |
| --------------- |
| The Showgrounds |
|                 |

Źródło.